# Miss Intercontinental 2006
Miss Intercontinental 2006 fue la trigésima quinta (35.ª) edición del certamen Miss Intercontinental, correspondiente al año 2006; la cual se llevó a cabo el 15 de octubre en Nasáu, Bahamas. Candidatas de 44 países y territorios autónomos compitieron por el título. Al final del evento, Emmarys Diliana Pinto Peralta, Miss Intercontinental 2005 de Venezuela, coronó a Katarína Manová, de República Eslovaca, como su sucesora.

## Resultados
| Posiciones                 | Candidata |
| -------------------------- | --- |
| Miss Intercontinental 2006 | - República Eslovaca - Katarína Manová |
| Primera Finalista          | - Puerto Rico - Vanessa Zayda Claudio Rodríguez |
| Segunda Finalista          | - Martinica - Sarasvati Luthbert |
| Top 5                      | - Alemania - Natalie Ackermann - Antillas Mayores - Sheila Ynoa García |
| Top 12                     | - Bahamas - Samantha Carter - Brasil - Natália Aparecida Guimarães López - Corea del Sur - Song Il-Young - Filipinas - Kirby Ann Tan Basken - Mongolia - Undarmaa Tumenjargal - Tailandia - Nusara Suknamai - Venezuela - Karla Krupij Digna |

## Premiaciones
| Premio                 | Candidata                                       |
| ---------------------- | ----------------------------------------------- |
| Miss Simpatía          | - Puerto Rico - Vanessa Zayda Claudio Rodríguez |
| Miss Fotogénica        | - Brasil - Natália Aparecida Guimarães López    |
| Mejor Traje Nacional   | - Corea del Sur - Song Il-Young                 |
| Mejor en Traje de Gala | - Egipto - Salma El Bassuni                     |
| Mejor Cuerpo           | - Colombia - Liliana del Carmen Morales Barrios |

## Candidatas
44 candidatas compitieron por el título:
(En la tabla se utiliza su nombre completo, los sobrenombres van entrecomillados y los apellidos utilizados como nombre artístico, entre paréntesis; fuera de ella se utilizan sus nombres «artísticos» o simplificados).
| País/Territorio      | Candidata                            |
| -------------------- | ------------------------------------ |
| Alemania             | Natalie Elvira Ackermann Montealegre |
| Antillas Mayores     | Sheila Ynoa García                   |
| Aruba                | Alicia De Bruyn                      |
| Australia            | Corrine Elicia Tansley               |
| Bahamas              | Samantha Carter                      |
| Bielorrusia          | Antuanet Wollner                     |
| Bolivia              | Andrea Aliaga                        |
| Brasil               | Natália Aparecida Guimarães López    |
| Canadá               | Elisa Wang                           |
| Colombia             | Liliana del Carmen Morales Barrios   |
| Corea del Sur        | Song Il-Young                        |
| Curazao              | Clarissa Alberg                      |
| Egipto               | Salma El Bassuni                     |
| Escocia              | Gemma Passey                         |
| Estados Unidos       | Tiffany Schroer                      |
| Etiopía              | Mehrete Girmay                       |
| Filipinas            | Kirby Ann Tan Basken                 |
| Finlandia            | Anna Pohtimo                         |
| Francia              | Aurelie Mouth                        |
| Gales                | Natalie Ayling                       |
| Ghana                | Patricia Dapah Akuamoah              |
| Inglaterra           | Lindsay Fergusson                    |
| Jamaica              | Delaine Davidson                     |
| Malta                | Claire Marie Busuttil                |
| Mar Negro            | Anastasiya Vasiliyevna Stryzhova     |
| Martinica            | Sarasvati Luthbert                   |
| Mauricio             | Mary Melody Selvon                   |
| México               | Nadia Cortés Murillo                 |
| Mongolia             | Undarmaa Tumenjargal                 |
| Nueva Zelanda        | Elizabeth Blackwell                  |
| Polonia              | Renata Nowak                         |
| Puerto Rico          | Vanessa Zayda Claudio Rodríguez      |
| República Checa      | Renata Czadernova                    |
| República Dominicana | Catherine Mabel Ramírez Rosario      |
| República Eslovaca   | Katarína Manová                      |
| Rumania              | Roxana Florina Curelea               |
| Seychelles           | Wendy Boniface                       |
| Suiza                | Corinne Aepli                        |
| Tahití               | Vaitiare Pfoehere Hotutea Putoa      |
| Tailandia            | Nusara Suknamai                      |
| Tanzania             | Upendo Mpanda                        |
| Ucrania              | Maryna Oleksandrivna Gorobets        |
| Venezuela            | Karla Krupij Digna                   |
| Zimbabue             | Cynthia Maideyi Muvirimi             |

## Datos acerca de las delegadas
Algunas de las delegadas del Miss Intercontinental 2006 han participado en otros certámenes internacionales de importancia:
- Natalie Elvira Ackermann Montealegre (Alemania) participó sin éxito en Miss Universo 2006.
- Samantha Carter (Bahamas) participó sin éxito en Miss Universo 2006.
- Andrea Aliaga (Bolivia) fue semifinalista en Top Model of the World 2004.
- Natália Aparecida Guimarães López (Brasil) fue ganadora de Top Model of the World 2006/2007, más tarde renunció, y primera finalista en Miss Universo 2007.
- Kirby Ann Tan Basken (Filipinas) participó sin éxito en Miss Universo 2007 representando a Noruega.
- Anna Pohtimo (Finlandia) participó sin éxito en Miss Tierra 2007.
- Anastasiya Vasiliyevna Stryzhova (Mar Negro) participó sin éxito en Top Model of the World 2006/2007.
- Mary Melody Selvon (Mauricio) participó sin éxito en Miss Mundo 2007.
- Corinne Aepli (Suiza) participó sin éxito en Top Model of the World 2005.
- Cynthia Maideyi Muvirimi (Zimbabue) participó sin éxito en Miss Mundo 2008.

## Sobre los países en Miss Intercontinental 2006

### Naciones debutantes
| - Antillas Mayores - Bielorrusia - Mar Negro | - Mongolia - Seychelles - Zimbabue |

### Naciones que regresan a la competencia
Compitió por última vez en 1978:
- Corea del Sur

Compitió por última vez en 1995:
- Jamaica

Compitió por última vez en 2002:
- Aruba

Compitieron por última vez en 2004:
- Canadá
- Ghana
- México
- Tahití

### Naciones ausentes
Armenia,  Austria,  Azerbaiyán,  Bosnia y Herzegovina,  Camerún,  China,  Costa Rica,  España,  Estonia,  Georgia,  Grecia,  Haití,  Hungría,  India,  Irlanda,  Islandia,  Italia,  Letonia,  Malasia,  Noruega,  Panamá,  Perú,  Serbia y Montenegro,  Singapur,  Sri Lanka,  Sudáfrica,  Suecia,  Turquía y  Vietnam no enviaron una candidata este año.